# Amos Badertscher
Amos Badertscher (* 1. Oktober 1936 in Towson; † 24. Juli 2023 in Baltimore) war ein US-amerikanischer Fotograf. Er war Autodidakt, fotografierte analog und ausschließlich in Schwarzweiß. Er gilt als Chronist der Subkultur und Stricherszene Baltimores in den 1970er und 1980er Jahren.

## Leben und Werk
Badertscher besuchte die Friends School of Baltimore, eine Einrichtung der Quäker. Nach seiner Ausbildung am Union College in Schenectady, NY zwischen 1955 und 1959 arbeitete Badertscher als Mathematiklehrer. Es war ein Kollege, der ihn mit der Fotografie in Berührung brachte. Seitdem befasste sich Badertscher autodidaktisch mit dem Medium. 1975 versetzte eine kleine Erbschaft Badertscher in die Lage sich ganz auf die Fotografie zu konzentrieren.
Badertschers Interesse galt der schwulen Sub-Kultur Baltimores. Drag Queens, Stricher, Ausreißer und Drogensüchtige waren seine Modelle. Zwanzig Jahre arbeitete Badertscher in aller Stille, bevor er entdeckt wurde. Er wollte sein Haus verkaufen und einer der Kaufinteressenten war der Direktor der Duke University. Dieser erwog, nach Baltimore umzuziehen und sah bei der Hausbesichtigung die Fotografien Badertschers. Zwar wurde nichts aus dem Hauskauf, aber er organisierte eine Ausstellung für Badertscher im Duke University Museum of Art. Später entstand daraus ein Buch; zahlreiche Ausstellungsbeteiligungen folgten.
Badertscher gilt heute als Chronist der Stricherszene Baltimores. Seine Bilder sind teilweise sexuell explizit, ohne je pornographisch zu werden. Man sieht den Werken die Sympathie für das Modell, aber auch Witz und Ironie an. In vielen Bildern ist Badertscher Fotograf und Co-Model, indem er in einen Spiegel fotografiert. Die handgeschriebenen biografischen Notizen und Kommentare auf seinen Tableaus weisen Badertscher als sozialkritischen und mitfühlenden Fotografen aus. Sein Vorwort zum Buch Baltimore Portraits ist eine Anklage gegen die sozialen Verhältnisse in Amerika und gegen  Moralvorstellungen, die zu Verfolgung und Verboten der Werke von Kollegen wie Will McBride führten. Er stellt sich hier selbst in die Reihe der Angegriffenen mit McBride, Sally Mann, Jock Sturges, Peter Hujar, Larry Clark oder David Hamilton.
Laut Gary Scharfman fotografierte Badertscher schnell, unvorbereitet und in Serie. Er verließ sich auf seinen Instinkt für den richtigen Moment und die Möglichkeiten der Dunkelkammer. Seine Fotos haben selten einen Hintergrund, sie sind konzentriert und bewusst nicht anthropologisch. Die Modelle werden nie zum Objekt, sondern das Foto erlaubt ihnen, in der ersten Person zu sprechen, und genau das ist es, was seine Arbeit … schwul macht. Die Ästhetik seiner Arbeiten, die in den siebziger bzw. achtziger Jahren entstanden, weist weit voraus.
Amos Badertscher wurde wegen seines fotografischen Werks von der religiösen Rechten in den Vereinigten Staaten, besonders von Pat Robertson und dem Family Research Council, scharf angegriffen.
Später gab er die Fotografie auf und widmete sich seiner Sammlung seltener Fotografie-Bücher. Er lebte in Baltimore.

## Ausstellungen
Einzelausstellungen
- 2005: Illegal to See: The Outsider Art of Amos Badertscher, Leslie-Lohman Museum of Gay and Lesbian Art, New York NY
- 2004: Illegal to See: The Outsider Art of Amos Badertscher, Center for Exploratory and Perceptual Art (CEPA), Buffalo NY
- 1995: Baltimore Portraits, Nasher Museum of Art an der Duke University, Durham NC

Beteiligungen
- 2016: The 1970s. The Blossoming of a Queer Enlightenment, Leslie-Lohman Museum of Gay and Lesbian Art, NYC
- 2008: 20th Century Figurative, Portraiture, Pictorialism and Children in Photography, Adam Gendall Gallery, San Francisco
- 2006/2007: Sexwork. Kunst Mythos Realität (36 internationale Künstler und Künstlerinnen), Neue Gesellschaft für Bildende Kunst, Berlin, in Kooperation mit dem Kunstraum Kreuzberg/Bethanien und dem Haus am Kleistpark[4]
  - Ausstellungskatalog, Kehrer Verlag, Heidelberg 2007, ISBN 978-3-939583-17-2
- 2004/2005: Growing Up Absurd, Radiant Light Gallery, Portland (Maine)

## Publikationen
- Baltimore Portraits. Mit einer Einführung von Tyler Curtain. Duke University Press, Durham/London 1999, ISBN 0-8223-2334-6
- Badertscher. Mit einer Einführung von Gary Scharfman. Stonewall Inn St. Martin's Press, New York 1998, ISBN 0-312-18047-0